# Abakabaka
Abakabaka är ett släkte av fjärilar som beskrevs av Paul Griveaud 1976. Släktet Abakabaka ingår i familjen Näbbflyn, Erebidae.

## Dottertaxa tillAbakabaka, i alfabetisk ordning[1]
- Abakabaka fuliginosa (Saalmüller, 1884)
- Abakabaka phasiana (Butler, 1882)